# Leonard Freier
Leonard Freier (* 11. Februar 1985 in Berlin als Leonard Ronald Werner Paul Freier) ist ein deutscher Versicherungsfachmann und Fernsehdarsteller. Im Jahre 2016 war er Protagonist der sechsten Staffel von Der Bachelor auf RTL.

## Leben
Freier besuchte das Gymnasium, das er mit dem Realschulabschluss verließ. Anschließend jobbte er in der Gastronomie. Nach der Trennung der Eltern zog er im Alter von 16 Jahren in eine eigene Wohnung. Im Alter von 16 Jahren wurde er auch Filialleiter in einem Eiscafé. Mit 18 machte er sich zum ersten Mal mit einer eigenen Eisdiele selbstständig. Später arbeitete er u. a. als Barmann, Restaurantleiter und Personal-Trainer.
Er holte sein Abitur nach und studierte BWL. Aktuell (Stand: Januar 2016) arbeitet er als „Geprüfter Versicherungsfachmann“ für die Ergo Versicherungsgruppe. Freier ist Inhaber eines eigenen Versicherungsbüros in Berlin-Spandau. Für die Ergo-Versicherungsgruppe wirkte Freier bereits auch in Werbespots mit.
Für die Show Der Bachelor wurde Freier allerdings als Unternehmensberater mit mehreren, von ihm gegründeten Versicherungsbüros und Beteiligungen an verschiedenen Gesellschaften vorgestellt und vermarktet.
Freier lebt in Stahnsdorf (Potsdam-Mittelmark) bei Berlin. Er ist Vater einer Tochter (* 2015) aus einer Beziehung (2009–2015) mit Caona. Von September bis November 2016 war Freier in einer Beziehung mit Angelina Heger, welche 2014 selbst als Kandidatin bei Der Bachelor mitgewirkt hat. Im Herbst 2017 nahm Freier die Beziehung zur Mutter seiner Tochter wieder auf und heiratete sie im Juni 2018.

## Fernsehauftritte
Von Januar bis März 2016 war Freier Der Bachelor in der sechsten Staffel auf RTL. Im Mai 2016 war er Teilnehmer von Grill den Henssler. Im September und Oktober 2016 war er mit Sabia Boulahrouz als Tanzpartnerin in der RTL-Fernsehsendung Dance Dance Dance zu sehen. Am 30. Juli 2017 war Freier in einer Folge der Fernsehsendung Promi Shopping Queen zu sehen.